# Nostrien de Naples
Nostrien de Naples (en latin Nostrianus) est le quinzième évêque de Naples ; son culte a été confirmé par le pape Léon XIII en 1878.

## Repères biographiques
Selon le Chronicon episcoporum Sanctae Neapolitanae Ecclesiae de Giovanni Diacono, Nostrien fut le quinzième évêque de Naples et serait mort entre 452 et 465 après dix-sept années d'épiscopat.
Le prédicateur Flore diffusa la doctrine pélagienne et le manichéisme sous l'épiscopat de saint Nostrien; l'évêque de Carthage, Quodvultdeus, indique que l'évêque de Naples envoya le prêtre Herius pour arrêter et expulser Flore.
Il fit édifier des thermes pour les clercs et les fidèles tout près du forum, zone qui fut appelée jusqu'à la fin du XIIIe siècle vicus Nostrianus et platea Nostriana.

## Culte
Nostrien fut d'abord inhumé dans les catacombes de saint Gaudiose, puis ses reliques furent translatées au Xe siècle en l'église San Gennaro all'Olmo, où elles furent solennellement exposées à la dévotion populaire le 16 août 1612 après avoir été retrouvées dans une urne de marbre sous le maître-autel. L'urne a été transférée en 1965 en l'église voisine Santi Filippo e Giacomo.
Le culte de saint Nostrien a retrouvé un nouvel élan après que ses reliques furent retrouvées au début du XVIIe siècle et qu'en 1619 le cardinal Carafa (archevêque de Naples) en eut fixé le jour de la fête, le 16 août. Son nom disparaît toutefois du calendrier des saints diocésains dès 1633.
Son culte est confirmé par Léon XIII par un décret du 2 mai 1878.
Son éloge se lit dans le martyrologe romain au 14 février.